# Leslie Valiant
Leslie Gabriel Valiant (Budapest, 28 marzo 1949) è un informatico britannico, conosciuto per i suoi contributi nel campo della teoria della complessità computazionale.

## Biografia
Valiant si è laureato in matematica al King's College di Cambridge nel 1970, si è specializzato nel 1971 in informatica presso l'Imperial College of Science di Londra e ha conseguito il dottorato di ricerca nel 1973 all'Università di Warwick.

## Premi e riconoscimenti
- 1986 Premio Nevanlinna
- 1997 Premio Knuth
- 2008 EATCS Award
- 2010 Premio Turing